# Graham Hill
Norman Graham Hill (Hampstead, 15 febbraio 1929 – Arkley, 29 novembre 1975) è stato un pilota automobilistico britannico, primo e finora unico pilota ad aver vinto la Tripla Corona.
Gareggiò nella Formula 1 tra il 1958 ed il 1975, divenendo campione del mondo in due occasioni (nel 1962 e nel 1968) prima della tragica morte avvenuta a causa di un incidente aereo. Era particolarmente conosciuto anche per l'intelligenza e la regolarità della sua condotta di gara.
Suo figlio, Damon, è stato anch'egli pilota automobilistico nonché campione del mondo di Formula 1 nel 1996.

## Carriera motoristica
(Graham Hill)
Graham Hill era stato interessato inizialmente al motociclismo, ma nel 1954 notò una pubblicità dell'Universal Motor Racing Club a Brands Hatch, che offriva la possibilità di girare in circuito per cinque scellini. Fece così il suo debutto in una Cooper 500 di Formula 3, e da quel momento in poi si dedicò alle corse automobilistiche. Hill entrò nella Lotus come meccanico, ma arrivò rapidamente al posto di guida. La Lotus correva in Formula 1 e questo permise a Graham di debuttare al Gran Premio di Monaco 1958, dove si ritirò per la rottura di un semiasse. Nel 1960 passò alla BRM, con cui vinse il titolo mondiale nel 1962. Hill fece anche parte della cosiddetta "invasione inglese" di piloti e vetture alla 500 Miglia di Indianapolis a metà degli anni Sessanta, vincendo nel 1966 con una Lola-Ford.
Nel 1967, tornato alla Lotus, Hill contribuì allo sviluppo della Lotus 49, spinta dal nuovo motore Cosworth V8. Dopo la morte dei suoi compagni di squadra, Clark e Spence, all'inizio del 1968, Graham prese le redini della squadra, vincendo il suo secondo titolo. In quel periodo, la Lotus aveva fama di vettura fragile e pericolosa, specialmente con i nuovi dispositivi aerodinamici, che causarono incidenti molto simili a Hill e Jochen Rindt nel corso del Gran Premio di Spagna 1969. Un incidente al GP statunitense di quello stesso anno gli provocò fratture alle gambe, interrompendo momentaneamente la sua carriera. Dopo essersi ristabilito, Hill continuò a correre in Formula 1 per alcuni anni, senza però ottenere gli stessi successi. Colin Chapman riteneva che Hill fosse ormai a fine carriera e lo sistemò per il 1970 nella squadra di Rob Walker, fornendo anche, come parte dell'accordo, una delle nuove vetture modello 72.
Al primo Gran Premio in Sudafrica, Hill arrivò sorprendentemente sesto, un ottimo piazzamento dato che ancora aveva bisogno di una stampella per camminare. Ottenne poi un ottimo quarto posto in Spagna e un quinto a Monaco. Dopo questo discreto inizio, la Lotus 49 cominciò a essere inadeguata ed anche la Lotus 72 promessa da Chapman non venne consegnata al team di Walker fino a Monza, dove però nessuna Lotus gareggiò dopo la scomparsa di Rindt. Hill passò quindi alla Brabham per il 1971-1972: la sua ultima vittoria in Formula 1 arrivò all'International Trophy di Silverstone, nel 1971, gara non valida per il campionato, con la Brabham BT34. La squadra era comunque in crisi, dopo il ritiro di Jack Brabham e la vendita a Bernie Ecclestone da parte di Ron Tauranac; Hill non riuscì a sistemarsi.
Pur concentrandosi sulla Formula 1, mantenne una presenza anche nelle corse per vetture Sport, comprese due partecipazioni a Le Mans, con una Rover-BRM a turbina. Con il declino della sua carriera in Formula 1, entrò a far parte della squadra Matra di vetture Sport, vincendo la 24 Ore di Le Mans nel 1972, insieme a Henri Pescarolo. Questa vittoria completò la cosiddetta "Tripla Corona" dell'automobilismo, in entrambe le definizioni che ne vengono date (vittoria alla 500 miglia di Indianapolis, alla 24 Ore di Le Mans e al Gran Premio di Monaco, oppure alla 500 Miglia di Indianapolis, alla 24 Ore di Le Mans e nel Campionato mondiale di Formula 1). In entrambi i casi, Hill è ancora l'unica persona ad aver ottenuto queste vittorie.

## Attività di costruttore
In Formula 1 i posti nelle squadre ufficiali cominciavano a scarseggiare, per cui Hill decise di costituire una propria squadra nel 1973: con la sponsorizzazione della Imperial Tobacco, costituì la Embassy Hill. Inizialmente la squadra utilizzò telai Shadow e Lola, prima di sviluppare quest'ultimo in un proprio progetto originale, nel 1975. Dopo aver fallito la qualificazione al Gran Premio di Monaco di quell'anno, che aveva vinto cinque volte, Hill decise di ritirarsi dall'attività di pilota, per concentrarsi sulla gestione della squadra, aiutando il proprio pupillo Tony Brise. Il record di 176 Gran Premi iniziati è rimasto valido oltre 10 anni, fino a quando non venne eguagliato da Jacques Laffite.

## Altre attività
Nella parte finale della sua carriera, Hill era noto per il suo spirito e divenne un personaggio popolare: era regolarmente ospite di trasmissioni televisive e scrisse un'autobiografia particolarmente schietta ed arguta, durante la riabilitazione dopo l'incidente del 1969, intitolata Una vita al limite ("Life at the Limit"). Fu coinvolto nella realizzazione di quattro film, tra il 1966 ed il 1974, comprese le apparizioni in Grand Prix e Il giorno del toro ("Caravan to Vaccarès"), in cui impersonò un pilota di elicottero.

## L'incidente aereo
Nel novembre del 1975, di ritorno dal circuito francese del Paul Ricard, con un aereo da turismo con Hill ai comandi si schiantò nei pressi del campo da golf direzione nord di Londra, a Arkley precipitando e toccando gli alberi a circa 5-6 km. di distanza dalla pista 27, prenotata per il suo atterraggio a Elstree (sempre nello Hertfordshire) causando 6 morti.

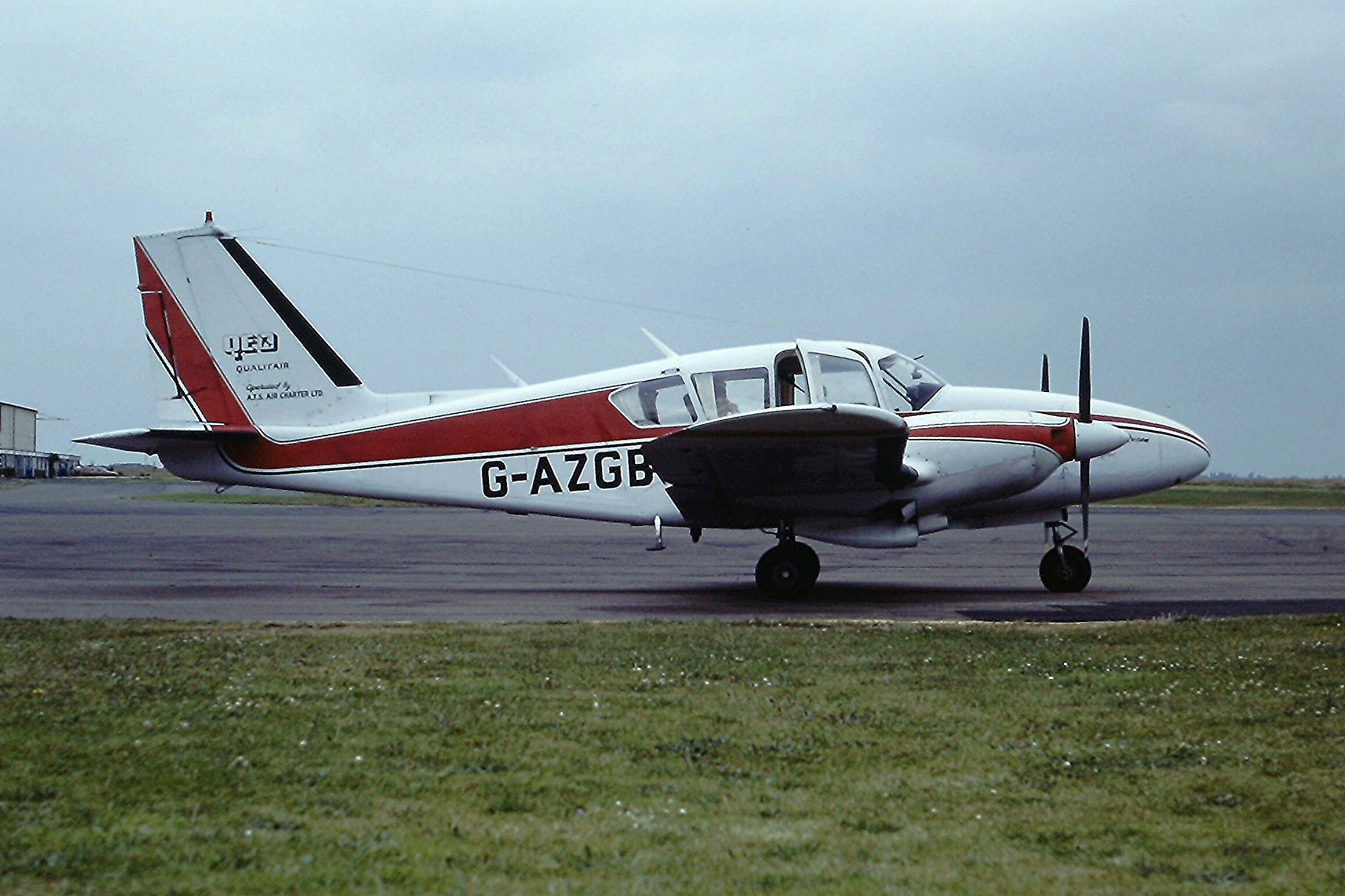
Un Piper PA23-250 Aztec costruito nel 1968 similare a quello precipitato

Hill stava tentando di portare a terra il proprio Piper Aztec in condizioni particolarmente difficili, di scarsa visibilità: insieme a Hill morirono nell'incidente il team manager Ray Brimble, i meccanici Tony Alcock e Terry Richards, il pilota Tony Brise e il progettista Andy Smallman, tutti parte della squadra Embassy Hill. La successiva inchiesta stabilì, come causa primaria dell'incidente, la decisione del pilota di non cambiare destinazione verso un aeroporto con condizioni migliori. 
Emersero ulteriori responsabilità di Hill come pilota e irregolarità da parte dell'aereo: oltre le condizioni di scarsa visibilità, l'altimetro non risultava  correttamente tarato (i rilevamenti segnalavano un'altitudine maggiore di quella reale), i certificati delle manutenzioni obbligatorie erano mancanti e, infine, la polizza assicurativa personale ("Private Pilot License PPL Insurance") era scaduta e di conseguenza i famigliari delle vittime, non potendo essere risarciti dalla suddetta assicurazione, chiesero ed ottennero il sequestro dei beni personali di Hill. 
Il 29 settembre 1976 fu presentato il rapporto completo delle autorità inquirenti sull'incidente aereo del Piper di Hill.
Gli vennero dedicate, tra le altre, una strada nella città di Silverstone, sede dell'omonimo tracciato, una curva della pista di Brands Hatch e una scuola materna a Lusevera, in Friuli.
Hill è stato sepolto presso il cimitero parrocchiale di Saint Bololph a Shenley, nell'Hertfordshire.

## Famiglia
Hill sposò la moglie Bette (1926-2017) nel 1955. Ebbero due figlie femmine, Brigitte e Samantha, e un maschio, Damon, che nel 1996 è diventato campione del mondo di Formula 1; Graham e Damon sono stati la prima coppia padre-figlio ad aver vinto entrambi almeno un mondiale di Formula 1, e sono stati gli unici per 20 anni, fino a quando, nel 2016, Nico Rosberg ha vinto il Campionato del Mondo come suo padre Keke fece nel 1982.

## Risultati
È l'unico pilota ad avere vinto la 500 Miglia di Indianapolis, la 24 Ore di Le Mans e il campionato del mondo di Formula 1. Detenne altri tre record: maggior numero di vittorie al Gran Premio di Monaco (5, superato nel 1993 da Ayrton Senna), maggior numero di presenze (176, superato nel 1986 da Jacques Laffite) e maggior numero di stagioni disputate in Formula 1 (18, superato nel 2011 da Rubens Barrichello).

### Formula 1
| 1958 | Scuderia | Vettura |  |     |     |  |     |     |     |     |     |   |    |  |  |  |  | Punti | Pos. |
| ---- | -------- | ------- |  | --- | --- |  | --- | --- | --- | --- | --- | - | -- |  |  |  |  | ----- | ---- |
| 1958 | Lotus    | 12 e 16 |  | Rit | Rit |  | Rit | Rit | Rit | Rit | Rit | 6 | 16 |  |  |  |  | 0     |      |

| 1959 | Scuderia | Vettura |     |  |   |     |   |     |     |     |  |  |  |  |  |  |  | Punti | Pos. |
| ---- | -------- | ------- | --- |  | - | --- | - | --- | --- | --- |  |  |  |  |  |  |  | ----- | ---- |
| 1959 | Lotus    | 16      | Rit |  | 7 | Rit | 9 | Rit | Rit | Rit |  |  |  |  |  |  |  | 0     |      |

| 1960 | Scuderia | Vettura   |     |   |  |   |     |     |     |     |  |     |  |  |  |  |  | Punti | Pos. |
| ---- | -------- | --------- | --- | - |  | - | --- | --- | --- | --- |  | --- |  |  |  |  |  | ----- | ---- |
| 1960 | BRM      | P25 e P48 | Rit | 7 |  | 3 | Rit | Rit | Rit | Rit |  | Rit |  |  |  |  |  | 4     | 15º  |

| 1961 | Scuderia | Vettura   |     |   |     |   |     |     |     |   |  |  |  |  |  |  |  | Punti | Pos. |
| ---- | -------- | --------- | --- | - | --- | - | --- | --- | --- | - |  |  |  |  |  |  |  | ----- | ---- |
| 1961 | BRM      | P48 e P57 | Rit | 8 | Rit | 6 | Rit | Rit | Rit | 5 |  |  |  |  |  |  |  | 3     | 16º  |

| 1962 | Scuderia | Vettura |   |   |   |   |   |   |   |   |   |  |  |  |  |  |  | Punti   | Pos. |
| ---- | -------- | ------- | - | - | - | - | - | - | - | - | - |  |  |  |  |  |  | ------- | ---- |
| 1962 | BRM      | P57     | 1 | 6 | 2 | 9 | 4 | 1 | 1 | 2 | 1 |  |  |  |  |  |  | 42 (52) | 1º   |

| 1963 | Scuderia | Vettura   |   |     |     |   |   |     |    |   |   |   |  |  |  |  |  | Punti | Pos. |
| ---- | -------- | --------- | - | --- | --- | - | - | --- | -- | - | - | - |  |  |  |  |  | ----- | ---- |
| 1963 | BRM      | P57 e P61 | 1 | Rit | Rit | 3 | 3 | Rit | 16 | 1 | 4 | 3 |  |  |  |  |  | 29    | 2º   |

| 1964 | Scuderia | Vettura |   |   |   |   |   |   |     |     |   |    |  |  |  |  |  | Punti   | Pos. |
| ---- | -------- | ------- | - | - | - | - | - | - | --- | --- | - | -- |  |  |  |  |  | ------- | ---- |
| 1964 | BRM      | P261    | 1 | 4 | 5 | 2 | 2 | 2 | Rit | Rit | 1 | 11 |  |  |  |  |  | 39 (41) | 2º   |

| 1965 | Scuderia | Vettura |   |   |   |   |   |   |   |   |   |     |  |  |  |  |  | Punti   | Pos. |
| ---- | -------- | ------- | - | - | - | - | - | - | - | - | - | --- |  |  |  |  |  | ------- | ---- |
| 1965 | BRM      | P261    | 3 | 1 | 5 | 5 | 2 | 4 | 2 | 2 | 1 | Rit |  |  |  |  |  | 40 (47) | 2º   |

| 1966 | Scuderia | Vettura    |   |     |     |   |   |   |     |     |     |  |  |  |  |  |  | Punti | Pos. |
| ---- | -------- | ---------- | - | --- | --- | - | - | - | --- | --- | --- |  |  |  |  |  |  | ----- | ---- |
| 1966 | BRM      | P261 e P83 | 3 | Rit | Rit | 3 | 2 | 4 | Rit | Rit | Rit |  |  |  |  |  |  | 17    | 5º   |

| 1967 | Scuderia | Vettura     |     |   |     |     |     |     |     |   |     |   |     |  |  |  |  | Punti | Pos. |
| ---- | -------- | ----------- | --- | - | --- | --- | --- | --- | --- | - | --- | - | --- |  |  |  |  | ----- | ---- |
| 1967 | Lotus    | 43, 33 e 49 | Rit | 2 | Rit | Rit | Rit | Rit | Rit | 4 | Rit | 2 | Rit |  |  |  |  | 15    | 7º   |

| 1968 | Scuderia | Vettura |   |   |   |     |   |     |     |   |     |   |   |   |  |  |  | Punti | Pos. |
| ---- | -------- | ------- | - | - | - | --- | - | --- | --- | - | --- | - | - | - |  |  |  | ----- | ---- |
| 1968 | Lotus    | 49      | 2 | 1 | 1 | Rit | 9 | Rit | Rit | 2 | Rit | 4 | 2 | 1 |  |  |  | 48    | 1º   |

| 1969 | Scuderia | Vettura |   |     |   |   |   |   |   |   |     |     |  |  |  |  |  | Punti | Pos. |
| ---- | -------- | ------- | - | --- | - | - | - | - | - | - | --- | --- |  |  |  |  |  | ----- | ---- |
| 1969 | Lotus    | 49B     | 2 | Rit | 1 | 7 | 6 | 7 | 4 | 9 | Rit | Rit |  |  |  |  |  | 19    | 7º   |

| 1970 | Scuderia   | Vettura   |   |   |   |     |    |    |   |     |  |    |    |     |     |  |  | Punti | Pos. |
| ---- | ---------- | --------- | - | - | - | --- | -- | -- | - | --- |  | -- | -- | --- | --- |  |  | ----- | ---- |
| 1970 | Rob Walker | 49C e 72C | 6 | 4 | 5 | Rit | NC | 10 | 6 | Rit |  | NP | NC | Rit | Rit |  |  | 7     | 13º  |

| 1971 | Scuderia | Vettura     |   |     |     |    |     |     |   |   |     |     |   |  |  |  |  | Punti | Pos. |
| ---- | -------- | ----------- | - | --- | --- | -- | --- | --- | - | - | --- | --- | - |  |  |  |  | ----- | ---- |
| 1971 | Brabham  | BT33 e BT34 | 9 | Rit | Rit | 10 | Rit | Rit | 9 | 5 | Rit | Rit | 7 |  |  |  |  | 2     | 21º  |

| 1972 | Scuderia | Vettura     |     |   |    |    |     |    |     |   |     |   |   |    |  |  |  | Punti | Pos. |
| ---- | -------- | ----------- | --- | - | -- | -- | --- | -- | --- | - | --- | - | - | -- |  |  |  | ----- | ---- |
| 1972 | Brabham  | BT37 e BT42 | Rit | 6 | 10 | 12 | Rit | 10 | Rit | 6 | Rit | 5 | 8 | 11 |  |  |  | 4     | 15º  |

| 1973 | Scuderia     | Vettura |  |  |  |     |   |     |     |    |     |    |    |     |    |    |    | Punti | Pos. |
| ---- | ------------ | ------- |  |  |  | --- | - | --- | --- | -- | --- | -- | -- | --- | -- | -- | -- | ----- | ---- |
| 1973 | Embassy Hill | DN1     |  |  |  | Rit | 9 | Rit | Rit | 10 | Rit | NC | 13 | Rit | 14 | 16 | 13 | 0     |      |

| 1974 | Scuderia     | Vettura   |     |    |    |     |   |   |   |     |    |    |   |    |   |    |   | Punti | Pos. |
| ---- | ------------ | --------- | --- | -- | -- | --- | - | - | - | --- | -- | -- | - | -- | - | -- | - | ----- | ---- |
| 1974 | Embassy Hill | Lola T370 | Rit | 11 | 12 | Rit | 8 | 7 | 6 | Rit | 13 | 13 | 9 | 12 | 8 | 14 | 8 | 1     | 18º  |

| 1975 | Scuderia     | Vettura  |    |    |    |  |    |  |  |  |  |  |  |  |  |  |  | Punti | Pos. |
| ---- | ------------ | -------- | -- | -- | -- |  | -- |  |  |  |  |  |  |  |  |  |  | ----- | ---- |
| 1975 | Embassy Hill | T370 GH1 | 10 | 12 | NQ |  | NQ |  |  |  |  |  |  |  |  |  |  | 0     |      |

| Legenda | 1º posto     | 2º posto | 3º posto    | A punti         | Senza punti/Non class.  | Grassetto – Pole position Corsivo – Giro più veloce |
| Legenda | Squalificato | Ritirato | Non partito | Non qualificato | Solo prove/Terzo pilota | Grassetto – Pole position Corsivo – Giro più veloce |